# Candacia elongata
Candacia elongata är en kräftdjursart som beskrevs av Boeck 1873. Candacia elongata ingår i släktet Candacia och familjen Candaciidae. Arten har ej påträffats i Sverige. Inga underarter finns listade i Catalogue of Life.